# جینی اورتگا
جینی اورتگا (به انگلیسی: Jeannie Ortega) (زاده ۱۹ نوامبر ۱۹۸۶) خواننده، رقصنده و ترانه‌سرا آمریکایی است.